# Лилия Кессельринга
Лилия Кессельринга (лат. Lilium kesselringianum) — вид многолетних травянистых растений рода Лилия (Lilium) семейства Лилейные (Liliaceae).

## Название
Видовое название лилия получила в честь ботаника Фридриха Вильгельма Кессельринга (1876—1966), который добился, чтобы этот вид зацвёл в культуре.

## Описание
Многолетнее травянистое растение высотой 60—100 см. Луковицы яйцевидные. Листья очередные, сидячие, линейно-ланцетной формы. Соцветие 
пирамидальное, рыхлое. Цветки желто-соломенного цвета. Рыльце фиолетовое. Тычинки фиолетовые, тёмные. Плод — коробочка. Цветёт в июне—июле.
Обитает на полянах и лугах в лесном поясе, также встречается на субальпийских высокогорных лугах.

## Ареал
В России встречается в Краснодарском и Ставропольском краях, а также в Кабардино-Балкарии. За рубежом встречается в Грузии и Турции.

## Охранный статус
Уязвимый вид. Занесён в Красные книги России и Краснодарского края. Вымирает в связи с поеданием луковиц дикими животными, а также выкапыванием луковиц садоводами и сбором цветущих растений на букеты.